# Тони Иванов
Тони Иванов (роден на 21 март 1999 г.) е български футболист, нападател, играещ за Славия (София).

## Кариера

### Славия София
Той се премества в Славия (София) на 8 януари 2018 г., преминавайки от Лудогорец II. Той направи дебюта си за отбора на 18 февруари 2018 срещу юношешкия си отбор Лудогорец.
На 29 април той вкара първия си гол за отбора в мача срещу Пирин (Благоевград).

## Успехи
Славия (София)
- Купа на България: 2017/18